# Матвеев, Александр Иванович (генерал-полковник)
Алекса́ндр Ива́нович Матве́ев (13 августа 1921 г., село Шерагул, Нижнеудинский уезд, Иркутская губерния, РСФСР — 17 ноября 1993 г., Санкт-Петербург) – советский военачальник и учёный-артиллерист, генерал-полковник артиллерии (1982). Доктор технических наук (1965). Профессор (1967).

## Биография
Родился в селе Шерагул (ныне в составе Тулунского района Иркутской области) в крестьянской семье. Русский.
На службе в Красной Армии с ноября 1939 года. Окончил 1-е Ленинградское артиллерийское училище в 1941 году. Участник Великой Отечественной войны с июня 1941 года, начал боевой путь командиром взвода управления 321-го гаубичного артиллерийского полка 115-й стрелковой дивизии на Северо-Западном фронте, отличился ещё в самых первых оборонительных боях на дальних подступах к Ленинграду. Проник на позиции немецких войск, выявил их расположение, передал батареям полка точные координаты целей, в результате точного огневого налёта был нанесён большой урон противнику и уничтожен его командный пункт. В июле 1941 года награждён одним из первых военных указов о награждениях в Великой Отечественной войне орденом Красной Звезды. В 1942 году воевал командиром батареи 382-го отдельного миномётного дивизиона в 70-й стрелковой дивизии. В 1943 году — командир дивизиона в 96-м гвардейском артиллерийском полку, с 1944 года до конца войны — начальник штаба 96-го гвардейского артиллерийского полка 48-й гвардейской стрелковой дивизии. Воевал на Ленинградском фронте. Участвовал в Прибалтийской и Ленинградской оборонительных операциях, в обороне Ленинграда, в Усть-Тосненской, Ленинградско-Новгородской, Выборгской и Прибалтийской наступательных операциях.
Проявил себя на фронте отважным офицером, за годы войны был трижды ранен (тяжелые ранения 30 марта 1943 и 17 января 1944 года, лёгкое ранение 21 июля 1943 года), неоднократно повышался в воинских званиях (начав войну лейтенантом, окончил её майором), награждён на фронте четырьмя боевыми орденами. Вступил в ВКП(б) в 1942 году.
После войны продолжил службу в Советской Армии. В 1951 году окончил Артиллерийскую академию имени Ф. Э. Дзержинского. С 1951 года – на преподавательской работе в этой академии. С 1953 года служил в Военной артиллерийской командной академии имени М. И. Калинина: преподаватель, с 1952 года заместитель начальника кафедры, с 1958 года начальник кафедры стрельбы, с 1967 года – заместитель начальника академии. В этой академии начал свою научно-исследовательскую деятельность под руководством крупного советского ученого в обрасти артиллерии Г. И. Блинова, выполнив научные исследования в области действительности стрельбы при ведении массированного огня артиллерии и изысканию способов массированного огня артиллерии в зависимости от условий её применения.
С 1974 года служил начальником Научно-исследовательского артиллерийского института Министерства обороны СССР.
С 1981 года – начальник Военной артиллерийской командной академии имени М. И. Калинина. Крупный советский учёный в сфере теории и практики огневого и ядерного поражения, работал в области методики оценки эффективности боевого применения ракетных войск и артиллерии, выработки оперативно-тактических и технико-экономических требований к новым образцам вооружения, разработки практических рекомендаций по управлению ракетными ударами и огнём артиллерии. Автор большого количества научных трудов, монографий, учебников и учебных пособий.
С августа 1988 года в отставке. Жил в Ленинграде (с 1991 Санкт-Петербург). Скончался 17 ноября 1993 года. Похоронен на Богословском кладбище.
Доктор технических наук (1965). Профессор (1967).

Могила А. И. Матвеева на Богословском кладбище Санкт-Петербурга.

## Высшие воинские звания
- Генерал-майор артиллерии (16.06.1965);
- Генерал-лейтенант артиллерии (4.11.1973);
- Генерал-полковник артиллерии (16.12.1982);
- Генерал-полковник (26.04.1984).

## Награды
- орден Красного Знамени (26.10.1942)
- орден Кутузова 3-й степени (5.10.1944)[2]
- два ордена Отечественной войны 1-й степени (31.01.1944[3], 11.03.1985)
- орден Отечественной войны 2-й степени (19.06.1944)
- три ордена Красной Звезды (первый 25.07.1941)
- ордена «За службу Родине в Вооружённых Силах СССР» 2-й и 3-й степеней
- медали
- Заслуженный деятель науки и техники РСФСР (1978)

## Труды
- Стрельба орудия прямой наводкой. — М., 1964.
- Стрельба на поражение батареей. — М., 1971. (В соавт. с Малаховским Е. К.)
- Отечественная артиллерия: 600 лет. — М.: Воениздат, 1986. (В соавт. с Брагинским Р. Б. и др.)
- Матвеев А. И. Боевое применение артиллерии в Берлинской операции. // Военно-исторический журнал. — 1985. — № 4. — С. 31—35.